# Wavell Wakefield
Lord William Wavell Wakefield, 1º Barone Wakefield di Kendal (Londra, 10 marzo 1898 – Kendal, 12 agosto 1983) è stato un rugbista a 15, dirigente sportivo e politico britannico, nazionale inglese di rugby, poi presidente della Rugby Football Union e deputato al Parlamento Britannico per il Partito Conservatore.

## Biografia

### Carriera rugbistica
Nato nel sobborgo londinese di Beckenham, Wakefield frequentò le superiori nello Yorkshire e lasciò la scuola durante la Grande guerra per arruolarsi nel servizio aeronautico della Marina britannica.
Nell'immediato dopoguerra divenne il capitano della squadra militare di rugby della RAF che prese parte alla Inter-Services and Dominions Rugby Championship e, tornato alla vita civile, nel 1919 fu ingaggiato dagli Harlequins, presso cui rimase per 11 stagioni, disputando 136 incontri e vestendo la fascia da capitano per 5 stagioni, delle quali le ultime tre consecutivamente.
Wakefield disputò il suo primo incontro in Nazionale inglese nel 1920 contro il Galles nel Cinque Nazioni di quell'anno.
Guidò la squadra alla vittoria — condivisa con lo stesso Galles e la Scozia — di quell'edizione, e successivamente ai tre Grandi Slam del 1921, del 1923 e 1924.
La 31ª e ultima partita di Wakefield coincise con l'ultimo incontro del Cinque Nazioni 1927, Francia-Inghilterra a Parigi.
A Wakefield viene riconosciuto, grazie alla sua prestanza atletica, il merito di avere rivoluzionato il ruolo dei mediani: da semplici recuperatori di palloni ai margini della mischia a veri laterali a sostegno dell'attacco, in pratica gettando le basi per il moderno ruolo di flanker.

### Carriera politica e dirigenziale
Nel 1935 Wakefield si presentò alle elezioni generali nel collegio londinese di Swindon per il Partito Conservatore e fu eletto alla Camera dei Comuni.
Fu deputato per 15 anni, eletto per l'ultima volta nel 1945 nel collegio di St. Marylebone (oggi parte di Westminster).
Nel 1944 gli fu conferita l'onorificenza di Cavaliere Commendatore dell'Impero Britannico (KBE).
Successivamente, cessata l'attività parlamentare, fu presidente della Rugby Football Union nel biennio 1950-1951.
Nel 1963 gli fu conferito il rango nobiliare ed entrò alla Camera dei Lord con il titolo di 1º Barone Wakefield di Kendal.
Negli anni settanta si adoperò per la preservazione della linea turistica a scartamento ridotto Ravenglass and Eskdale Railway da direttore della compagnia che gestisce la ferrovia; uno dei nuovi treni diesel costruiti durante la sua direzione fu chiamato Lady Wakefield in onore della sua consorte.
Dopo la morte di Wavell Wakefield, sua figlia Joan Raynsford ne prese il posto per continuarne l'opera.
Nel 1999, sedici anni dopo la sua morte, Wavell Wakefield divenne il primo rugbista inglese ammesso nella International Rugby Hall of Fame.